# Gródek nad Dunajcem

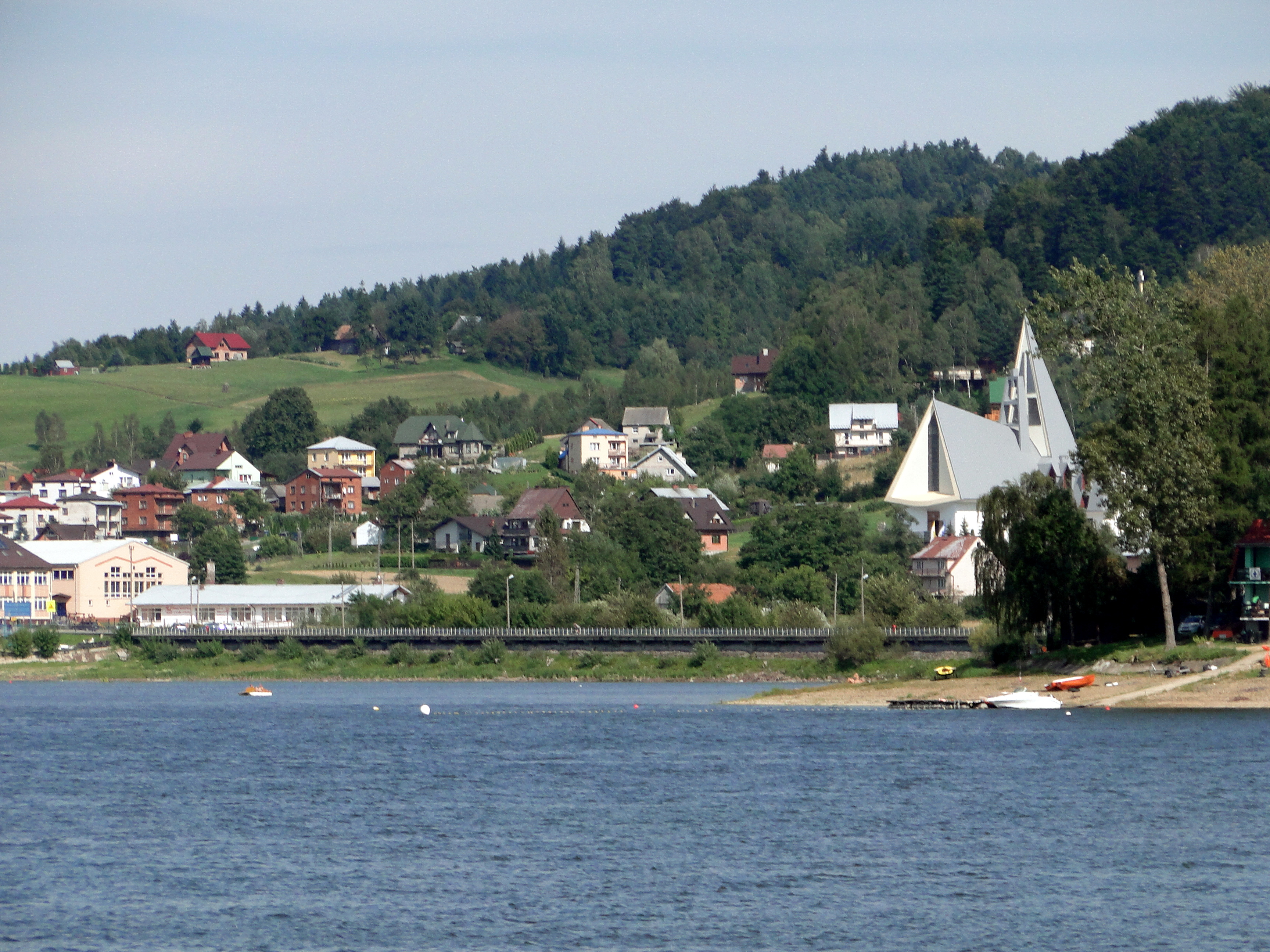
Gródek nad Dunajcem

Gródek nad Dunajcem ist ein Dorf im Powiat Nowosądecki der Woiwodschaft Kleinpolen in Polen. Es ist Sitz der gleichnamigen Landgemeinde mit mehr als 9000 Einwohnern.

## Geographie
Der Ort liegt am rechten Ufer des Stausees Jezioro Rożnowskie am Dunajec.

## Geschichte
Im frühen 14. Jahrhundert wurde am Hügel (heute Insel) Małpia Wyspa/Małpi Raj (370 m) ein Bürgchen gebaut, im 15. Jahrhundert zerstört.
Bei der Ersten Teilung Polens kam Gródek 1772 zum neuen Königreich Galizien und Lodomerien des habsburgischen Kaiserreichs (ab 1804).
1918, nach dem Ende des Ersten Weltkriegs und dem Zusammenbruch der k.u.k. Monarchie, kam Gródek zu Polen. Unterbrochen wurde dies nur durch die Besetzung Polens durch die Wehrmacht im Zweiten Weltkrieg. Hans Frank baute dort damals eine Villa.
Von 1975 bis 1998 gehörte Gródek zur Woiwodschaft Nowy Sącz.
Gródek ist heute ein populärer Urlaubsort am Jezioro Rożnowskie.

## Gemeinde
Zur Landgemeinde (gmina wiejska) Gródek nad Dunajcem gehören 14 Dörfer mit einem Schulzenamt.

## Persönlichkeiten
- Barbara Gorgoń-Flont (1936–2020), Rennrodlerin.